# Theo Vennemann
Theo Vennemann genannt Nierfeld (* 27. Mai 1937 in Oberhausen-Sterkrade) ist ein deutscher Sprachwissenschaftler. Er war Professor für Germanistische und Theoretische Linguistik an der Ludwig-Maximilians-Universität München.

## Leben
Theo Vennemann (genannt Nierfeld) ist der Sohn von Therese Josephine, geborene Eykeln, und Theodor Vennemann. Nach dem Abitur an der Hoffmann-von-Fallersleben-Schule Braunschweig studierte Vennemann 1957 Mathematik, Physik und Philosophie an der Universität Göttingen. 1959 wechselte er an die Universität Marburg, wo er Mathematik, Germanistik und Philosophie 1964 mit dem Staatsexamen abschloss. Nach einem Aufenthalt als Forschungsassistent an der University of Texas at Austin von 1964 bis 1965 war Vennemann von 1968 bis 1974 Lehrassistent, Assoc. (1972) und Full Professor (1973) an der University of California, Irvine und der University of California, Los Angeles (1969). Er wurde dort 1968 mit einer Arbeit zur Phonologie des Deutschen zum Ph. D. promoviert.
Von 1974 bis zu seiner Emeritierung 2005 war er Inhaber des Lehrstuhls für Germanistische und Theoretische Linguistik an der Universität München und dort u. a. Prodekan und Dekan der Philosophischen Fakultät für Sprach- und Literaturwissenschaft II. Daneben hatte er Gastprofessuren u. a. in Salzburg, an der FU Berlin und der State University of New York. Von 1996 bis 2013 war Vennemann zudem Mitglied des Gemeinderats von Ried, wo er auch lebt.
Vennemann wurde durch seine Forschungen zur allgemeinen Sprachtypologie bekannt, aber auch zur sprachlichen Vorgeschichte Europas. Er postulierte die Vaskonische Hypothese als alternative Deutung von Hans Krahes Alteuropäischer Hydronymie. In die Historisch-Vergleichende Sprachwissenschaft führte er den Begriff Atlantische Semitiden für Sprecher von afroasiatischen Sprachen ein, die früh die Küsten West- und Nordeuropas erkundet haben oder dort bodenständig geworden sein sollen. Reflexe ihrer Sprachen sollen ihm zufolge in den Küstenrandgebieten Europas vorliegen. Dabei griff er auf Vorarbeiten – vor allem von Julius Pokorny und Orin David Gensler zurück – und erweitert deren Hypothese auf die germanischen Sprachen. Er führt die germanischen Runen als erster auf das punische Alphabet zurück.

## Veröffentlichungen (Auswahl)
- German phonology. Ann Arbor, Michigan 1968.
- mit Hans Wagener: Die Anredeformen in den Dramen des Andreas Gryphius. 1970.
- mit Terence H. Wilbur: Schuchardt, the Neogrammarians, and the Transformation Theory of Phonological Change. Athenäum, Frankfurt a. M. 1972, ISBN 3-7610-4826-2.
- mit Renate Bartsch: Linguistik und Nachbarwissenschaften. Scriptor, Kronberg 1973, ISBN 3-589-00001-5.
- mit Renate Bartsch: Semantic Structures. 2. Auflage. 1973.
- mit Joachim Jacobs: Sprache und Grammatik. Grundprobleme der linguistischen Sprachbeschreibung. Wissenschaftliche Buchgesellschaft, Darmstadt 1982, ISBN 3-534-08305-9.
- mit Renate Bartsch: Grundzüge der Sprachtheorie. 1982.
- Neuere Entwicklungen in der Phonologie. De Gruyter, Berlin/New York 1986, ISBN 3-11-010980-8.
- Basken, Semiten, Indogermanen. Urheimatfragen in linguistischer und anthropologischer Sicht. In: Wolfgang Meid (Hrsg.): Sprache und Kultur der Indogermanen. Akten der X. Fachtagung der Indogermanischen Gesellschaft, 22.–28. September 1996 (= Innsbrucker Beiträge zur Sprachwissenschaft. Band 93). Innsbruck 1998, ISBN 3-85124-668-3, S. 119–138.
- Note on the Runic Inscription of the Bergakker Scabbard Mount. In: Christian T. Petersen (Hrsg.): Gotica Minora Interjecta. (zusätzlich auf DVD: Der semitische Beitrag zur Indogermania – Vortrag, 2005) Syllabus, Aschaffenburg 2006.
- Europa Vasconica – Europa Semitica (= Trends in linguistics. Studies and monographs. Band 138). De Gruyter, Berlin/New York 2003, ISBN 3-11-017054-X.
- Germania Semitica (= Trends in linguistics. Studies and monographs. Band 259). De Gruyter, Berlin/New York 2012, ISBN 978-3-11-030094-9.
- mit Robert Mailhammer: The Carthaginian North – Semitic influence on early Germanic (= NOWELLE Supplement Series. Band 32). John Benjamins Publishing Company, Amsterdam/Philadelphia 2019, ISBN 978-90-272-0401-1.